# Entzheim
Entzheim is een gemeente in het Franse departement Bas-Rhin (regio Grand Est). De gemeente maakt deel uit van het kanton Lingolsheim in het arrondissement Strasbourg. Entzheim telde op 1 januari 2022 2.545 inwoners.

## Geschiedenis
De gemeente behoorde tot het kanton Geispolsheim in het arrondissement Strasbourg-Campagne. Bij de kantonale herindeling werden beide opgeheven en de gemeente werd vanaf 2015 ingedeeld in het kanton Lingolsheim in het arrondissement Strasbourg.

## Geografie
De oppervlakte van Entzheim bedroeg op 1 januari 2022 8,17 vierkante kilometer; de bevolkingsdichtheid was toen 311,5 inwoners per km². 

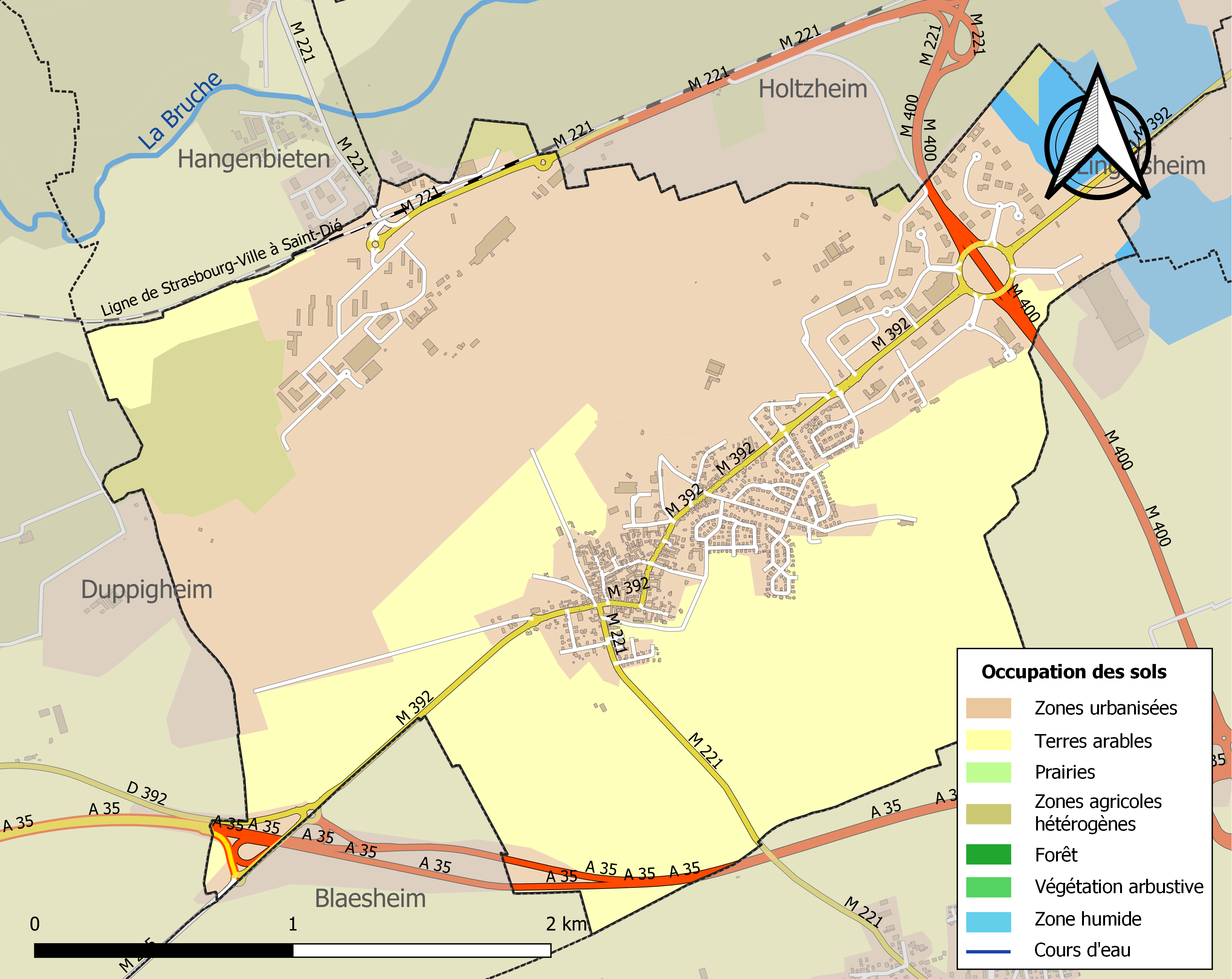
Kaart van de gemeente met de belangrijkste infrastructuur, bodemgebruik en omliggende gemeenten

## Demografie
Onderstaande figuur toont het verloop van het inwonertal (bron: INSEE-tellingen).

## Verkeer en vervoer
Op het grondgebied van de gemeente ligt de luchthaven van Straatsburg. Bij de luchthaven bevindt zich het spoorwegstation Entzheim-Aéroport.
Door het zuiden van de gemeente loopt de autosnelweg A35/E25, die er een op- en afrit heeft.